# 惡魔獵人系列角色列表
本列表介绍于电子游戏惡魔獵人系列登场的各主要角色。

## 主要角色
但丁（Dante）
- 声：Drew Coombs (DMC)、Matthew Kaminsky (DMC2)、Reuben Langdon (DMC3, DMC4, DMC5, MVC3, 动画版)、約翰尼·楊·博斯（Netflix动画版）（英语）；森川智之 (动画版, MVC3, DMC4 SE, DMC5, 穿越领域计划)（日语）

《惡魔獵人》至《惡魔獵人3》、《惡魔獵人5》的主角及《惡魔獵人4》中的第二男主角。
尼祿（Nero）
- 声：约翰尼·杨·博斯（英语）；石川界人（日语）

魔劍教團是要塞城市「佛圖納」的宗教組織，崇拜挺身為人類對抗魔界大軍的斯巴達（但丁及維吉爾之父）。尼祿則是魔劍教團的武裝部隊「教團騎士」成員之一。擁有著「惡魔右手」的強大威力。他配備是大劍「紅皇后」和手槍「藍玫瑰」，遇上但丁後，逐漸發現自己周遭的真相，與但丁等人聯手解決魔劍教團事件。
官方小説版說明尼祿正是維吉爾的兒子，是人類與混血惡魔的混血兒，但該小說沒有提及何時誕下尼祿，直到《惡魔獵人5》的劇情中，證實他確實是維吉爾的親生兒子。在《惡魔獵人5》裡，繼承叔父但丁的狩獵惡魔之事業，但右手被維吉爾砍下並奪走，安裝了妮可製造的特製義肢「破魔者」，故事後期重生新的右手但還可以繼續使用破魔者。
V（V）
- 声：Brain Hanford（英语）；内山昂辉（日語）

《惡魔獵人5》的男主角，全身刺青，拄著拐杖的黑发青年。但丁和尼禄的委托人，登场时引用手上拿着的书威廉·布莱克的诗「地狱的箴言」的其中一小段：有欲望而无行动者滋生瘟疫。
故事中向翠絲說明自己就是維吉爾的另一人格。維吉爾為了打敗但丁而使用闇魔刀分離出來的人性面。最后与尤利森合体再次变回维吉尔。
是位魔兽使，能够使役魔兽「暗影」、「格里芬」和「梦魇」来进行战斗。
翠丝（Trish）
- 声：Sarah Lafleur (DMC, Viewtiful Joe: Red Hot Rumble)、Danielle Burgio (DMC4, MVC3)、Wendee Lee (DMC5)、Luci Christian (动画版)（英语）；田中敦子 (动画版, MVC3, DMC4 SE, DMC5, 穿越领域计划)（日语）

《惡魔獵人》的女主角。名字源自於《神曲》中但丁一生單相思的戀人貝緹麗彩。故事中的設定為被魔帝製造成跟但丁的母親有著一模一樣的容貌，身分不明的惡魔去委託但丁。武器是雙槍，還有可以放出雷電的能力。故事之後成為但丁的搭擋，但常會不知去向，四代中曾拿著但丁的魔具「魔劍斯巴達」作為引誘魔劍教團真面目的誘餌，與但丁、尼祿、蕾蒂聯手解決魔劍教團事件。
蕾蒂（Lady）
- 声：Kari Wahlgren (DMC3, DMC4)、Kate Higgins (DMC4:SE, DMC5)、Melissa Davis (动画版)（英语）；折笠富美子 (DMC4 SE, DMC5)（日语）

本名「瑪麗（Mary）」，《惡魔獵人3》的女主角。但因为对父亲的憎恨而排斥瑪麗这个名字，因为但丁用蕾蒂来称呼她，最后改用蕾蒂称呼自己。武器有各種槍械，但主要武器是一把跟她身高差不多的多功能火箭炮。
露西亞（Lucia）
- 声：Francoise Gralewski（英语）；無（日語）

《惡魔獵人2》的女主角，也是《惡魔獵人2》的可控角色。名字源自神曲中。露西亚是亚历乌斯制造的恶魔，后期才知道自己的真实身分，现在是「守护之手」之继承人。
妮可蕾塔·戈德斯坦（Nicoletta Goldstein）
- 声：Faye Kingslee（英语）；Lynn（日語）

《惡魔獵人5》的女主角，与尼禄一同行动，自称「兵器艺术家」，其祖母曾为还是以东尼·雷德格瑞夫为名的但丁制作及设计其招牌双枪武器「黑檀与象牙」——武器职人尼尔·戈德斯坦。
她为独臂的尼禄打造了对恶魔用义手型兵装—破魔者，以不惜牺牲耐久性也要加入的自创结构设计为荣。对自己的作品有着绝对的自信，且有身为4代疯狂科学家亚格纳斯的女儿的影子。
斯巴达（Sparda）
但丁与维吉尔的父亲，曾是魔帝穆圖斯的軍師，但與穆圖斯意見不合，雙方爆發了神魔戰爭，將穆圖斯封印起來後成為魔界的領主，被譽為「最強的魔劍士」、「魔劍士斯巴達」等諸多異名。

## 主要對手
維吉爾（Vergil）
- 聲：Daniel Southworth (DMC3, DMC4 SE, DMC5)、David de Lautour (DmC: Devil May Cry)、David Kelley (DMC)（英語）；平田廣明 (UMVC3, DMC4 SE, DMC5, 穿越领域计划2 勇敢新世)（日語）

命名的由來為古羅馬詩人維吉爾。
在《惡魔獵人3》、《惡魔獵人5》以主要敵人身分登場。
但丁的雙胞胎哥哥，同樣是半人半魔，但性格跟但丁完全相反，冷酷少語，是絕對力量主義者，為此苦尋父親留下的最強武器-魔劍斯巴達。
主要特徵為銀白頭髮和藍色大衣，平常髮型是後背頭似乎是為了跟但丁做區分，因為頭髮放下來後跟但丁長的一模一樣。
使用武器為武士刀，名為「閻魔刀」，是其父斯巴達留給他的遺物。
小時候親眼目睹自己的母親伊娃在自己的面前被殺，因而認定是自己過於弱小導致無法拯救她，這使他往後沉醉於獲取更多力量來增強自己的實力。
在《惡魔獵人3》的最後，維吉爾和但丁聯手擊敗了化為惡魔的阿卡姆，可惜兩兄弟始終因為他們之間的分歧而無法繼續合作，雖然維吉爾搶到了父親留下的魔劍斯巴達，但卻仍在決鬥中輸給了繼承父親傲然靈魂的但丁，戰敗後的維吉爾拒絕但丁的救援並砍傷了他的手，選擇墜入魔界（為此但丁流下了眼淚，並以此為契機，把事務所取名叫「Devil May Cry」）。
維吉爾墜入魔界後遇到魔帝穆圖斯，即使精疲力盡但身為斯巴達之子的驕傲讓他沒有怯戰，隻身挑戰魔帝。挑戰失敗後遭魔帝改造並洗腦成為黑騎士尼洛·安杰罗。
在《惡魔獵人》以魔帝身邊的黑騎士身份出現，與但丁交戰並成功將其擊敗，打算下殺手時卻看到了他身旁由他們母親留給他的項鍊，因而喚醒了他的潛意識並恢復了部份記憶，所以放了但丁，最後再度與但丁交戰，但敵不過被擊敗，消失之際，掉下了和但丁一模一樣的項鍊，這時但丁才意識到眼前這個人是他哥哥，並認為自己誤殺了維吉爾。
在《惡魔獵人4 特別版》中為可使用角色，以第三主角的身分出現，時間發生在3代之前，維吉爾尋找更多有關自己父親的事蹟，因而來到魔劍教團所在的島嶼，並藉此隻身解決魔劍教團事件，彩蛋中有暗示他在佛圖納中邂逅了一名女子，而有了兒子，在《惡魔獵人5》中他向但丁表示完全不記得自己有兒子，直到見證了尼祿的覺醒並與之交戰後才恍然大悟。
魔帝穆图斯（Mundus）
- 聲：Tony Daniels (DMC)、Louis Herthum (DmC: Devil May Cry)（英語）；無（日語）

魔界的統治者。《惡魔獵人》的主要敵人。本來在兩千年前與但丁的父親斯巴達交戰最後不敵斯巴達的力量而被封印起來，他趁著斯巴達的封印減弱時，突破封印並在馬列特島上聚集自己的惡魔軍團，準備再次入侵人間；但最後敗於但丁手下，而再次被封印。
霸王阿哥薩克斯（Argosax）
魔界的霸王。曾擁有魔界的大半，使眾多惡魔屈服的混沌霸王，自從敗給了斯巴達後一直在等待復活的時機，具有各種惡魔的外形及能力。擁有男女兩性的完美容貌，由於具有不可侵犯的威嚴，所以常被尊崇為「神」，但其本質卻是極端的絕望。
阿卡姆（Arkham）
- 聲：Adam D Clark（英語）；無（日語）

《惡魔獵人3》中的反派之一。阿卡姆是蕾蒂的父親，因專研黑魔術而親手殺了自己的妻子，變成了惡魔，也因此造成蕾蒂對他的憎恨。故事中為了得到斯巴達（即但丁與維吉爾之父）的力量，表面上與維吉爾合作，但實際上是為了利用他。雖然最後阿卡姆得到斯巴達的力量，卻還是敗給但丁與維吉爾，之後從魔界回到人界時被蕾蒂槍殺。
亞歷烏斯（Arius）
- 聲：Sherman Howard（英語）；無（日語）

《惡魔獵人2》中的主要对手。亚历乌斯表面是國際企業銜尾蛇集團的总裁，對於宗教及古代魔術文化有深入的研究。为了得到霸王阿哥薩克斯的力量而进行召换的仪式，但最後被但丁阻止而失敗。
圣克图斯（Sanctus）
- 聲：Liam O'Brien（英語）；泽木郁也（日語）

《惡魔獵人4》中的主要对手。自称是斯巴达的牧师，同时也是魔剑教團的現任教皇。故事开头被但丁杀死，但事实上在临终前吸收能量使自己变成恶魔而没死，不過最後被仍被尼祿殺死。
尤利森（Urizen）
- 聲：Daniel Southworth（英語）；咲野俊介（日語）

《惡魔獵人5》中的主要对手。身份不明的魔王，试图想要统治全世界的大恶魔，是絕對力量主義者。
实際上是维吉尔的另一人格。维吉尔为了打败但丁而使用闇魔刀（Yamato）分离出来的魔性面。最后与V合体再次变回维吉尔。
席德（Sid）
- 聲：Chris Ayres（英語）；野沢那智（日語）

动画版中的主要对手。原本只是个弱小的恶魔，但是为了要成为魔界的領主而不擇手段要獲取更多力量來增強自己的實力。
阿比蓋爾（Abigail）
于动画版中登场，是被帕蒂·洛厄爾的祖先艾倫·洛厄爾封印的大惡魔。许多恶魔企图要解开封印并想取得它的力量。最终被席德解开封印并与他合为一体。
巴爾（Ba'al）
- 聲：Andrew Love（英語）；中田讓治（日語）

于动画版中登场，曾经是斯巴達的部下之一。魔德犹斯的哥哥。自从斯巴達失踪后，曾经一度想过要自杀但是为了要弟弟魔德犹斯取回使用剑术的自信而继续活下去。
在得知主人斯巴達有儿子但丁的事实后，便向他发出挑战但是最终在战斗中伤亡。
魔德犹斯（Modeus）
- 聲：Jay Hickman（英語）；三木真一郎（日語）

于动画版中登场，曾经是斯巴達的部下之一。巴爾的弟弟。自从斯巴達失踪后，便已经失去使用剑术的自信而遗弃了身为骑士的身份。
得知哥哥巴爾向但丁发出挑战后，便告诉他千万别接受巴爾的挑战但是但丁却不听劝告。之后为了哥哥巴爾而打算要向但丁复仇，但是最终不敌但丁的实力而敗給他。

## 其他角色
伊娃（Eva）
- 声：Sarah Lafleur (DMC)、Rebecca Blackson (DmC: Devil May Cry)、Andrea Deck (Vergil's Downfall)、Wendee Lee (DMC5)（英语）；田中敦子（日语）

但丁与维吉尔的母亲，是一名人類（在《DmC：惡魔獵人》中則是天使）。為救但丁及尋找維吉爾而被惡魔所殺。
帕蒂·洛威爾（Patty Lowell）
- 声：Hilary Haag（動畫版）、Haviland Stillwell（DMC5）（英语）；福圆美里（動畫版）、嶋村侑 (DMC5)（日语）

動畫版登場的女主角，是一名小女孩。是把大惡魔阿比蓋爾封印的魔道士艾倫·洛厄爾的後裔。保管住祖先留下用來封印阿比蓋爾的魔石艾倫之涙而被惡魔追殺，事件解決後與母親團聚。
5代中為了邀請但丁參加自己的18歲生日派對而打了多次電話給他，僅聲音登場。
姬莉叶（Kyrie）
- 声：Stephanie Sheh（英语）；早見沙織（日语）

《惡魔獵人4》角色。克雷多的妹妹，在魔劍教團舉行「魔劍祭」時擔任歌姬。姬莉葉與舉目無親的尼祿如同家人般一同生活，對尼祿來說是個如姊如母般的角色。後期姬莉葉因為在一連串的陰謀中知道尼祿對自己的心意，到結局時已經接受了尼祿的愛，正式表明了兩人的關係。
5代中僅聲音登場。
克雷多（Credo）
- 声：TJ Rotolo（英语）；小山力也（日语）

《惡魔獵人4》角色。克雷多是魔劍教團的「教團騎士」團長，性格嚴肅公正，具備高超的劍術與統領數百名部下的統馭力。克雷多經過魔劍教團中的「歸天儀式」令他自身能夠魔人化，變成隻翼天使。在尼祿正要回總部調查教團的真正目的途中出現，試圖阻止尼祿。後來被他打敗，從中得知教團一直在利用自己及妹妹。之後在教團總部的救世主面前，為了救出被抓住的尼祿，而被教皇用閻魔刀刺穿腹部，最後在但丁答應他的請求（救出尼祿跟姬莉葉）之後，因傷勢過重而死，消失在一陣光芒之中。克雷多與妹妹姬莉葉一樣把尼祿當成親人，不過也因為尼祿經常違抗命令、任意行動而感到煩惱。
亚格纳斯（Agnus）
- 声：T.J. Storm（英语）；内田夕夜（日语）

《惡魔獵人4》中初次登场。亚格纳斯是魔剑教团技术局局长，负责开发对抗恶魔的技术与武器，他的个性极度的阴沉而狡猾而且说话時常口吃。他亦经过了教团中的「歸天儀式」，令自身能够魔人化，变成隻眼天使，并拥有一副苍蝇的姿态。教團騎士成員的佩劍「石中劍」、「聖殿鎧甲」等高階惡魔皆是出自他手，甚至還創造出魔界之門的複製品，並與魔劍教皇密謀開發了偽裝成「真神」的巨大惡魔。亚格纳斯很少出席教团活动，教团中知道他存在的人并不多，最後被但丁一槍擊斃。
在《惡魔獵人5》中的妮可，已確認是他的親生女兒。
马蒂尔（Matier）
- 声：Flo DiRe（英语）；无（日语）

《惡魔獵人2》角色。露西亚名义上的母亲。曾经与斯巴达共同作战过，有着「守护之手」的称号。
在5代小說有客串。
J·D·莫里森（J. D. Morrison）
- 声：Haviland Stillwell（英语）；大冢明夫（日本）

動畫版及《惡魔獵人5》角色。情报贩子，一身绅士打扮，担任V和但丁的中介。
動畫版是金髮白人，5代卻是黑人。是目前還沒清楚解答的設定疑惑。